# Konrad Mörlin

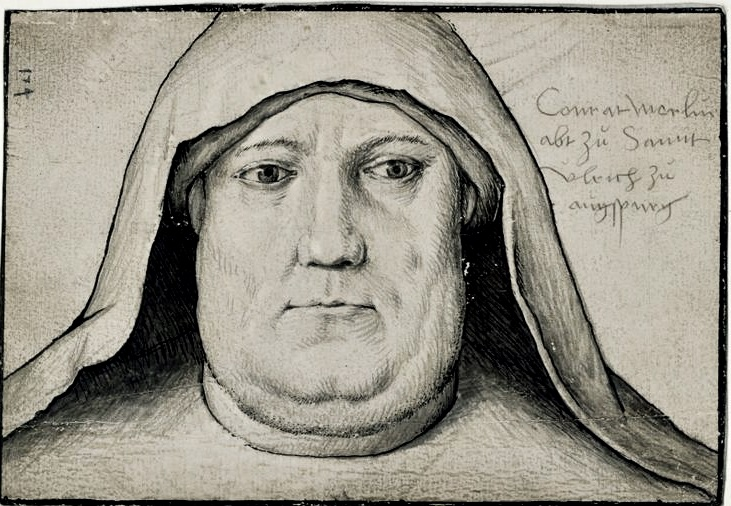
Konrad Mörlin, gezeichnet von Hans Holbein dem Älteren

Konrad Mörlin (* um 1451 in Augsburg; †  2. Februar 1510 ebenda) war Benediktiner und Abt zu  St. Ulrich und Afra, in Augsburg. 

## Leben und Wirken
Er war der Sohn des gleichnamigen, aus Ulm zugewanderten, Augsburger Bürgers und seiner Frau, einer geborenen Ridler. 
Seine Schulbildung bekam er im Kloster St. Ulrich und Afra, trat dort 1472 in den Benediktinerorden ein und legte 1473 seine Profess ab. 
Bald schon hielt er sich für ein Jahr im Kloster Tegernsee auf und begann anschließend, wegen einer nun vertieften Frömmigkeit, ein Noviziat in der Kartause Buxheim. Aufgrund der dortigen strengen Lebensführung erkrankte Mörlin noch vor Ablauf des Probejahres heftig und kehrte nach St. Ulrich und Afra zurück.

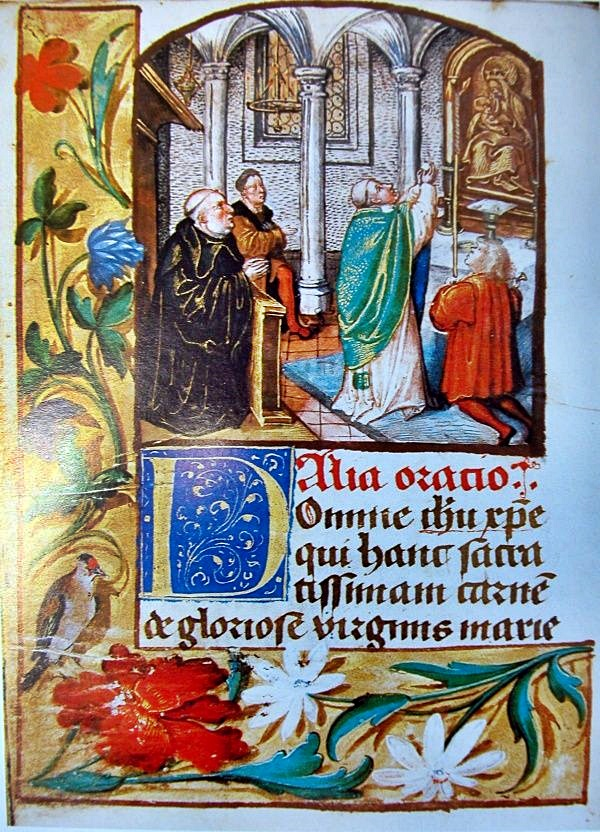
Miniatur aus dem Gebetbuch des Abtes Konrad Mörlin. (Die linke Figur eines knienden, beleibten Mönchs stellt vermutlich ihn selbst dar.)

Hier wurde er ab 1485 zweimal Prior des Klosters, bevor man ihn am 30. Januar 1496, als Ulrich II., zum Abt wählte. Seine Frömmigkeit, die Milde und das Verwaltungsgeschick werden gerühmt, ebenso sein nachhaltiger Einsatz für eine Erneuerung des geistlichen Lebens. Mörlin war Mitglied der Sodalitas  litteraria Augustana. Durch Entsendung von Mitkonventualen in andere Klöster (etwa nach Reichenau) trug er zu deren Reform bei. Unter Abt Mörlins Regierung erlebte das Augsburger Kloster St. Ulrich und Afra eine Blütezeit. Zu seiner Ausschmückung beschäftigte er die besten Künstler der Stadt, wie Hans Holbein den Älteren, Gregor Erhart oder Georg Seld. Besonders pflegte Konrad Mörlin die Verehrung des Hl. Simpert und setzte sich intensiv für die Überführung von dessen Gebeinen in seine Klosterkirche ein, was 1492 geschah. Für den Schädel ließ er ein kostbares Reliquiar fertigen.  
Maximilian I. schätzte Abt Ulrich II. Mörlin und ernannte ihn zum kaiserlichen Rat. Er wurde zudem von Hans Holbein dem Älteren porträtiert. 
Beim Umgang mit Geld erwies sich Konrad Mörlin als unvorsichtig. Infolge immer höherer Ausgaben kam es zu Auseinandersetzungen zwischen ihm und dem Konvent, in die sich auch der Bischof von Augsburg einschaltete. Bei seinem Tod hinterließ Abt Ulrich II. 1510 zwar ein reich ausgestattetes Kloster, aber auch eine Schuldenlast von 14.000 Gulden. Markus Ries schreibt dazu in der Neuen Deutschen Biographie: „Dieser Umstand warf einen schweren Schatten auf sein erfolgreiches Wirken zugunsten der Pflege von Frömmigkeit und Wissenschaft.“
Sein erhaltenes Epitaph befindet sich heute im Augsburger Maximilianmuseum, als Geschenk von König Max II., zur Eröffnung, 1854. Darauf ist der Abt in fast identischer Weise abgebildet, wie auf Holbeins Porträt. Man nimmt daher an, dass das Grabdenkmal auf seinen Entwurf zurückgeht. Geschaffen wurde es vom sogenannten Meister des Mörlinepitaphs, den manche Sachverständige als den bereits erwähnten und mit Mörlin bekannten Bildhauer Gregor Erhart identifizieren.
In der Széchényi-Nationalbibliothek, Budapest, wird unter der Registrierung Cod. lat. 309 das Gebetbuch Konrad Mörlins aufbewahrt, illustriert von dem Augsburger Buchmaler Ulrich Taler.